# 245 Vera
A 245 Vera a Naprendszer kisbolygóövében található aszteroida. Norman Robert Pogson fedezte fel 1885. február 6-án.